# Parki i tereny leśne w Bydgoszczy

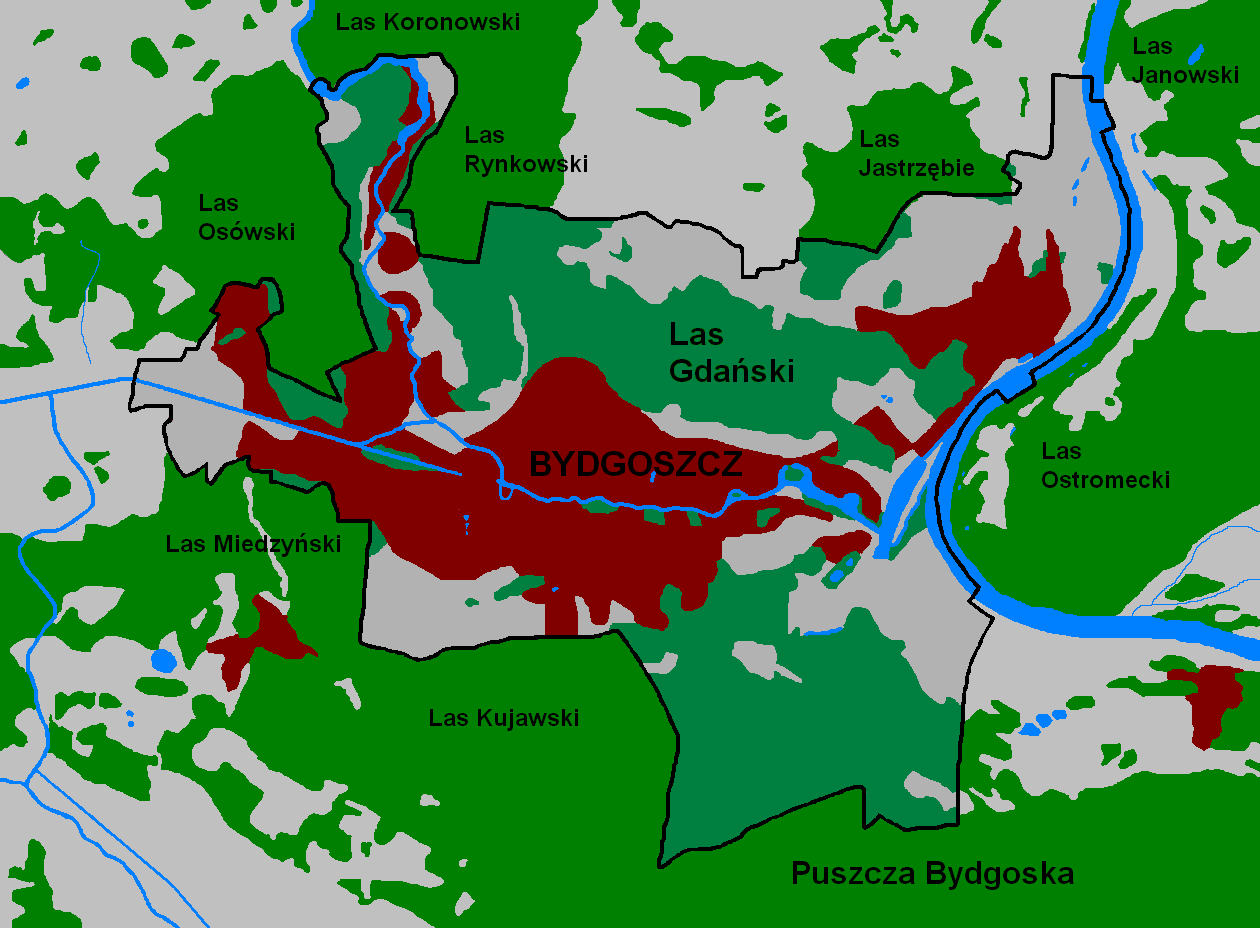
Lasy bydgoskie

Tereny zieleni i lasy w Bydgoszczy stanowią bardzo ważny element przestrzeni miejskiej, czego wyrazem są następujące fakty:
- tereny zielone zajmują połowę obszaru miasta;
- w Bydgoszczy zlokalizowany jest największy obszarowo park w Polsce;
- Bydgoszcz zlokalizowana jest na ogromnej polanie (~ 150 km²), otoczonej pierścieniem lasów należących do kompleksów: Puszczy Bydgoskiej i tzw. Lasu Bydgoskiego, łączącego się wzdłuż doliny Brdy z Borami Tucholskimi;
- parki w Bydgoszczy są zróżnicowane stosownie do miejscowych warunków naturalnych, m.in. odmienności cieków Bydgoskiego Węzła Wodnego, występowania licznych załomów teras i wysoczyzn oraz granic makroregionów fizycznogeograficznych i geobotanicznych[2].

## Statystyki
Bydgoszcz należy do miast o największej liczbie i powierzchni parków w Polsce. Pod względem powierzchni parków ustępuje jedynie Warszawie, zaś uwzględniając parki w gestii samorządu miejskiego, znajduje się na pierwszej pozycji w Polsce. Bydgoszcz z 36 m kw. zieleni przypadającymi na jednego mieszkańca zajmuje pierwsze miejsce w Polsce spośród miast wojewódzkich, niemniej wskaźnik ten niższy jest od zalecanej przez WHO wartości 50 m kw./osobę. Dodatkowo na 1000 mieszkańców przypada 16,9 ha obszarów chronionych.
Taki wynik Bydgoszcz zawdzięcza obecności największego parku miejskiego w Polsce, jakim jest Leśny Park Kultury i Wypoczynku. Poza nim jednak w mieście znajduje się jeszcze 30 parków, kilkadziesiąt skwerów, terenów zieleni osiedlowej i lasów gminnych (157 ha) i państwowych.
Obszary zielone w Bydgoszczy zajmują powierzchnię 1486,6 ha – prawie 9% powierzchni miasta. Parki stanowią ponad 43% wszystkich zielonych terenów w mieście.

## Historia zieleni w Bydgoszczy

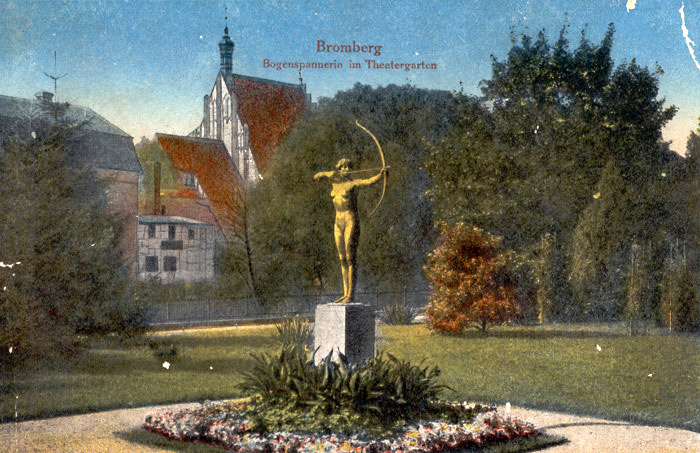
Skwer na placu Teatralnym w Bydgoszczy - przed 1914

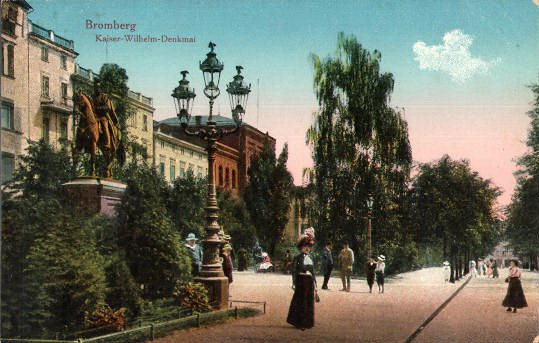
Plac Wolności – przed 1914

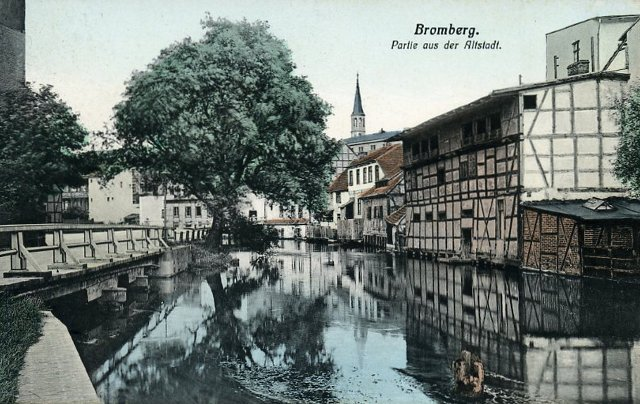
Wenecja Bydgoska – 1910

### Okres staropolski
Pierwsze inicjatywy w zakresie sztuki ogrodniczej pochodzą od zakonów, które posiadały w Bydgoszczy swoje konwenty w okresie staropolskim: karmelitów, bernardynów, klarysek i jezuitów. Bernardyni założyli ogród nad Brdą, a w roku 1631 wokół klasztoru wybrukowano ulice i obsadzono je drzewami. Również klaryski założyły w 1645 roku ogród przy klasztorze, a jego istotnym elementem był staw. Część dawnego ogrodu przyklasztornego stanowi obecny park im. Kazimierza Wielkiego.

### Okres zaboru pruskiego
Nowe tereny parkowe przyniósł Bydgoszczy na przełomie XVIII/XIX w. nowo wybudowany Kanał Bydgoski. Pod kierunkiem inspektora Ernsta Conrada Petersona, od 1802 zadrzewiano okolice kanału z przekonaniem, że roślinność ograniczy erozję brzegów i ustabilizuje grząskie podłoże.
W czasach Księstwa Warszawskiego (1807-1815) napoleoński adiutant – generał Wincenty Aksamitowski zasadził na plantach szpalery czarnych topoli, które dzisiaj są pomnikami przyrody. W tym czasie powstała też pierwsza aleja spacerowa, obsadzona lipami i czarnymi topolami. Później nasadzono także kasztanowce, wiązy i buki. Na początku XIX wieku oprócz plant nad kanałem zadrzewiono również Wyspę Młyńską, cmentarze i kilka skwerów.
W 1832 powstało Towarzystwo Upiększania Miasta, będące wzorcem dla podobnych organizacji w innych miastach zaboru pruskiego (Poznań, Gniezno, Inowrocław). Jej następcą jest od 1898 r. Deputacja Ogrodów Miejskich, będąca wydziałem magistratu. W organizacjach tych współdziałali zgodnie bydgoscy Niemcy i Polacy. Przewodniczącym Towarzystwa był wiceprezes rejencji, a jego zastępcą – nadburmistrz miasta. W okresie pierwszych dwudziestu lat swej działalności Towarzystwo wykazało wiele inwencji w estetyzacji miasta. Jego dziełem były aleje z drzew wzdłuż 25 najważniejszych ulic w mieście oraz nowe parki, które powstały wyniku planowych działań konserwatorskich: park na Wzgórzu Dąbrowskiego, park regencyjny oraz tzw. ogrody Jagiełły. Od połowy XIX wieku głównym miejskim terenem wypoczynku i rozrywki stały się planty nad Kanałem Bydgoskim. Przedsiębiorcy otwierali tam restauracje oraz organizowali różne atrakcje. Wzdłuż parku wiodła reprezentacyjna aleja spacerowa o długości ok. 3,5 km, od śluzy miejskiej do VI śluzy (ul. Bronikowskiego).
W II połowie XIX wieku i na początku XX urządzono w mieście kilkadziesiąt skwapliwie utrzymywanych zieleńców przed gmachami publicznymi i oświatowymi. Na każdym większym placu część powierzchni przeznaczano na skwery i dywany kwiatowe, czego przykładem były m.in. Plac Piastowski, Plac Wolności, Plac Chełmiński, Plac Kościeleckich, Plac Zbawiciela, Plac Teatralny i inne.
Pod koniec XIX wieku Bydgoszcz zyskała miano „małego Berlina” z uwagi na nową architekturę wzorowaną na stolicy Cesarstwa Niemieckiego, ale również z powodu umiejętnego kształtowania terenów zielonych oraz wykorzystania naturalnych walorów krajobrazowych (rzeka Brda i Kanał Bydgoski, Zbocze Bydgoskie). Od początku XX wieku nowo powstające osiedla na wschód od ul. Gdańskiej rozplanowano według koncepcji miasta-ogrodu. Na kształt urbanistyczny tych obszarów miał poważny wpływ niemiecki urbanista Joseph Stübben (1845-1936). Powstały reprezentacyjne aleje, obsadzone rzędami dębów czerwonych, połączonych festonami z winobluszczu pięciolistkowego: Mickiewicza i Ossolińskich, park Jana Kochanowskiego oraz osiedle willowe Sielanka, gdzie zaplanowano ogród o dwu poziomach, stanowiący fragment architektury willowej.
Pod koniec XIX wieku rozpoczęto budowę plant nad Brdą oraz plant okrężnych, wiodących krawędzią Zbocza Bydgoskiego, skąd rozpościerały się rozległe widoki na miasto. Na poszczególnych odcinkach zbocza, oddzielonych dolinami i parowami urządzono parki: na wzgórzu Neumanna, Książęcym, Wissmanna (H. Dąbrowskiego), Bismarcka (Wzgórze Wolności). Łączyła je ze sobą tzw. aleja górska, z której można było podziwiać rozległe widoki. Na Wzgórzu Wissmana (od 1920 gen. Henryka Dąbrowskiego), urządzono oświetlone wodotryski i wodospady z kaskadowych stawów, zaś na miejskie punkty widokowe zaadaptowano wzniesione tam budowle: wieżę ciśnień (1900) i wieżę Bismarcka (1913).
Oprócz parków i skwerów na przełomie XIX i XX wieku, powstała część istniejących do dzisiaj szpalerów drzew posadzonych wzdłuż ulic, np. Mickiewicza, Ossolińskich, Markwarta, Szymanowskiego, Gdańskiej, Paderewskiego, 20 Stycznia, Hetmańskiej, na Wyspie Młyńskiej i innych.
W 1915 roku w wyniku przebudowy Kanału Bydgoskiego powstała Wyspa Kanałowa na Okolu, zaś 3-kilometrowy odcinek starego kanału wyłączono z użytkowania, przeznaczając go wyłącznie dla celów rekreacyjno-wypoczynkowych. W ten sposób planty nad Starym Kanałem stały się największym i najważniejszym parkiem miejskim, który stał się wyróżnikiem Bydgoszczy w przewodnikach turystycznych i nieodzownym punktem programu zwiedzania miasta przez turystów.

### Okres międzywojenny
Dwudziestolecie międzywojenne to okres bardzo korzystny dla rozwoju zieleni w Bydgoszczy. Przez cały ten okres funkcję dyrektora Ogrodów Miejskich pełnił Marian Günzel, za którego przyczyną doszło do dalszego wzrostu terenów zieleni.
O ile w 1921 zanotowano w mieście 31 ha parków i ogrodów, to w 1938 roku 151 ha – prawie pięć razy więcej. Podobnie liczba drzew w ciągach ulicznych w 1921 roku wynosiła 7191 tys. szt., zaś w 1938 roku 24 115 tys.. Tuż przed wybuchem II wojny światowej, w Bydgoszczy było 45 parków, skwerów i ogrodów jordanowskich, 10 zieleńców oraz 4 ogrody działkowe. Największym z parków były planty nad Kanałem Bydgoskim (38 ha), które spełniały funkcję centrum rozrywkowo-wypoczynkowego. Rozwój urbanistyczny nowych osiedli: Sielanki, Leśnego, Bielaw i Skrzetuska prowadzono z zachowaniem standardów z okresu pruskiego, zachowując jako aktualną koncepcje miasta-ogrodu. Zadrzewiano nowe ulice, zakładano nowe skwery i aleje
Wizytówką miasta oprócz plant stał się zwłaszcza Ogród Botaniczny, urządzony w 1930, a pod koniec dekady wzbogacony o rzeźby, trejaże, skalne tarasy, pergole, groty, fontannę i brodzik dla dzieci. Do obszarów parkowych przebudowanych w okresie międzywojennym należały także Ogrody Jagiełły w formie rosarium, park przy ul. Wały Jagiellońskie, Nowym Rynku i inne. Dopełnieniem plant nad Kanałem było uporządkowanie w 1936 bulwaru biegnącego lewym brzegiem Brdy od Jachcic, aż do młynów Kentzera. Genezę międzywojenną mają także liczne miejskie skwery m.in. por. Leszka Białego, skwer Mariana Turwida na Sielance, a inne pozostałe po czasach pruskich uległy gruntownej przebudowie.
W 1939 roku prasa obwieściła, że Bydgoszcz jest najbardziej zielonym miastem w Polsce. Do najbardziej zadrzewionych i zazielenionych miast zaliczano wtedy powszechnie Katowice, Warszawę i Bydgoszcz, a do najczystszych, najlepiej utrzymanych – Bydgoszcz i Wilno.
Oprócz zielonych terenów w mieście, coraz bardziej uczęszczanymi miejscami wypoczynku i rekreacji dla mieszkańców były silnie zalesione okolice Bydgoszczy oraz rzeki i zbiorniki wodne, gdzie zażywano kąpieli. Początkowo najpopularniejsze były: Rynkowo, Smukała i Chmielniki, gdzie dowoziły mieszkańców pociągi. Z czasem coraz popularniejsze stawało się Brdyujście, gdzie dopływały statki bydgoskich firm żeglugowych. Na Jachcicach urządzono kąpielisko na Brdzie zwane Rivierą. Można było tam dopłynąć prywatnym tramwajem wodnym.

### Okres okupacji niemieckiej
Okres II wojny światowej przyniósł zniszczenia zieleni w mieście, gdyż w parkach i na skwerach kopano rowy strzeleckie, urządzano bunkry i stanowiska artyleryjskie.

### Okres PRL

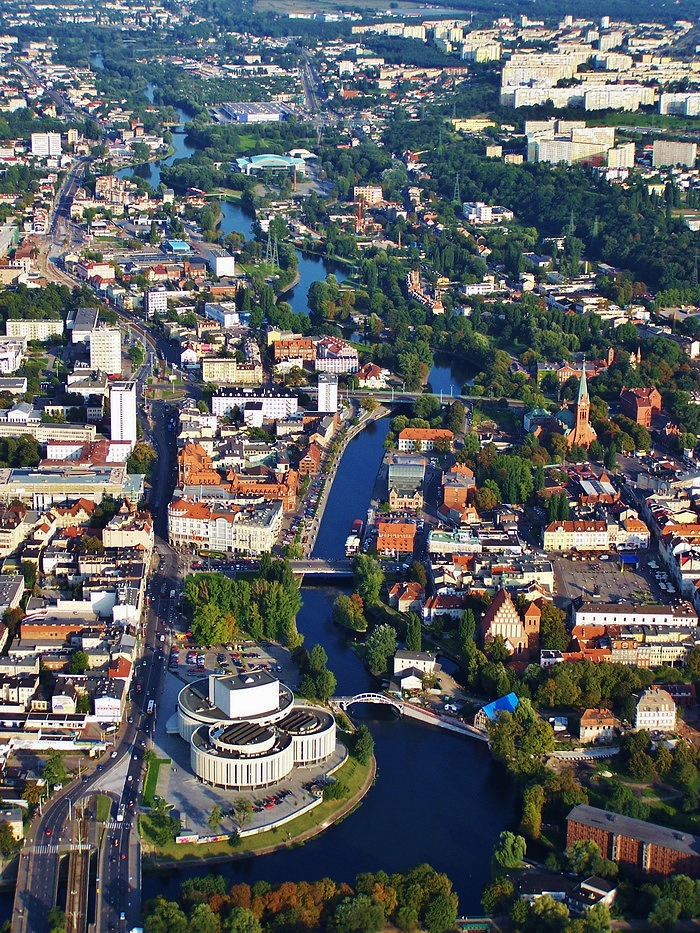
Bydgoszcz z lotu ptaka

Po zakończeniu II wojny światowej władze miejskie próbowały nawiązać do tradycji „zielonej Bydgoszczy”. W latach 50. XX w. założono Park Ludowy (1953) na terenie dawnego cmentarza ewangelickiego, porządkowano Ogrody Jagiełły, plac Teatralny oraz liczne miejskie skwery. Na nowych osiedlach: Leśnym i Kapuściskach wytyczono aleje ze szpalerami drzew na wzór alei Ossolińskich z 1903 r. Dużym przedsięwzięciem było zalesienie stoków skarpy południowej przy ulicach: Sandomierskiej. Częstochowskiej i Władysława Bełzy. Jednak wraz z rozwojem industrializacji i komunikacji rozpoczął się proces likwidacji zieleńców, a utrzymywanie stanu dotychczasowego było coraz trudniejsze.
Ostatnim pozytywnym przykładem spożytkowania zieleni miejskiej było utworzenie parku im. Zbigniewa Załuskiego na osiedlu Leśnym (1965), budowa kompleksu sportowego „Zawisza” w Lesie Gdańskim, parku przy ul. Unii Lubelskiej oraz bulwarów nad Brdą i na Wyspie Młyńskiej. Równocześnie zazieleniono ciągi uliczne przy ul. Powstańców Wielkopolskich, placu Poznańskim, oraz alei Stefana Kardynała Wyszyńskiego. W latach 60. XX w. przystąpiono również do porządkowania alejek i oświetlenia parków. Wszystkie parki w Śródmieściu otrzymały ścieżki o nawierzchni asfaltowej lub asfaltowo-betonowej.
Na przełomie lat 60. i 70. dokonano zniszczenia części plant nad Kanałem Bydgoskim. Wobec konieczności poprowadzenia arterii drogowej, zasypano część Kanału wraz z dwoma śluzami i kamiennym mostem oraz zniszczono część zieleni parkowej. Zanieczyszczenia przemysłowe spowodowały degradację wód Kanału Bydgoskiego i Brdy, zaś tor regatowy w Brdyujściu stracił znaczenie rekreacyjne, zachowując jedynie funkcję sportową. Powstające nowe osiedla mieszkaniowe były ubogie w zieleń urządzoną, czasami adaptowano na ten cel zagajniki leśne.
W latach 70. kontynuowano porządkowanie plant nad Brdą. W latach 1972–1974 powstał park Centralny, Balaton na Bartodziejach oraz tereny zielone na osiedlach Błonie i Wyżyny. Podjęto również prace przy przebudowie terenów parkowych w Śródmieściu oraz bulwaru nad Brdą, którego pierwszy odcinek od ul. Królowej Jadwigi do ul. Wyszyńskiego jako deptak udostępniono mieszkańcom.
W 1972 zadecydowano o budowie 800-hektarowego Parku Kultury i Wypoczynku na północnych obrzeżach miasta, na terenie dawnego folwarku Myślęcinek. Prace przy jego budowie rozpoczęto w 1973, a podstawowa infrastruktura powstała do 1981 roku. Kolejne obiekty budowano w latach 80. XX w., w tym zwłaszcza Ogród Botaniczny z alpinarium.
W okresie PRL liczne tereny zielone zaadaptowano na kompleksy rodzinnych ogrodów działkowych. Oprócz terenów w mieście (9 tys. działek), wykorzystano również tereny w okolicznych gminach (12 tys. działek) położone w otoczeniu lasów, rzek i jezior. Do dziś największymi skupiskami działek pracowniczych są oprócz enklaw w Bydgoszczy kompleksy w: Koronowie, Bożenkowie, Jagodowie, Wudzynie, Prądocinie, Solcu Kujawskim, Żurczynie, Nekli, Drzewcach i inne.

### Okres po 1989 roku

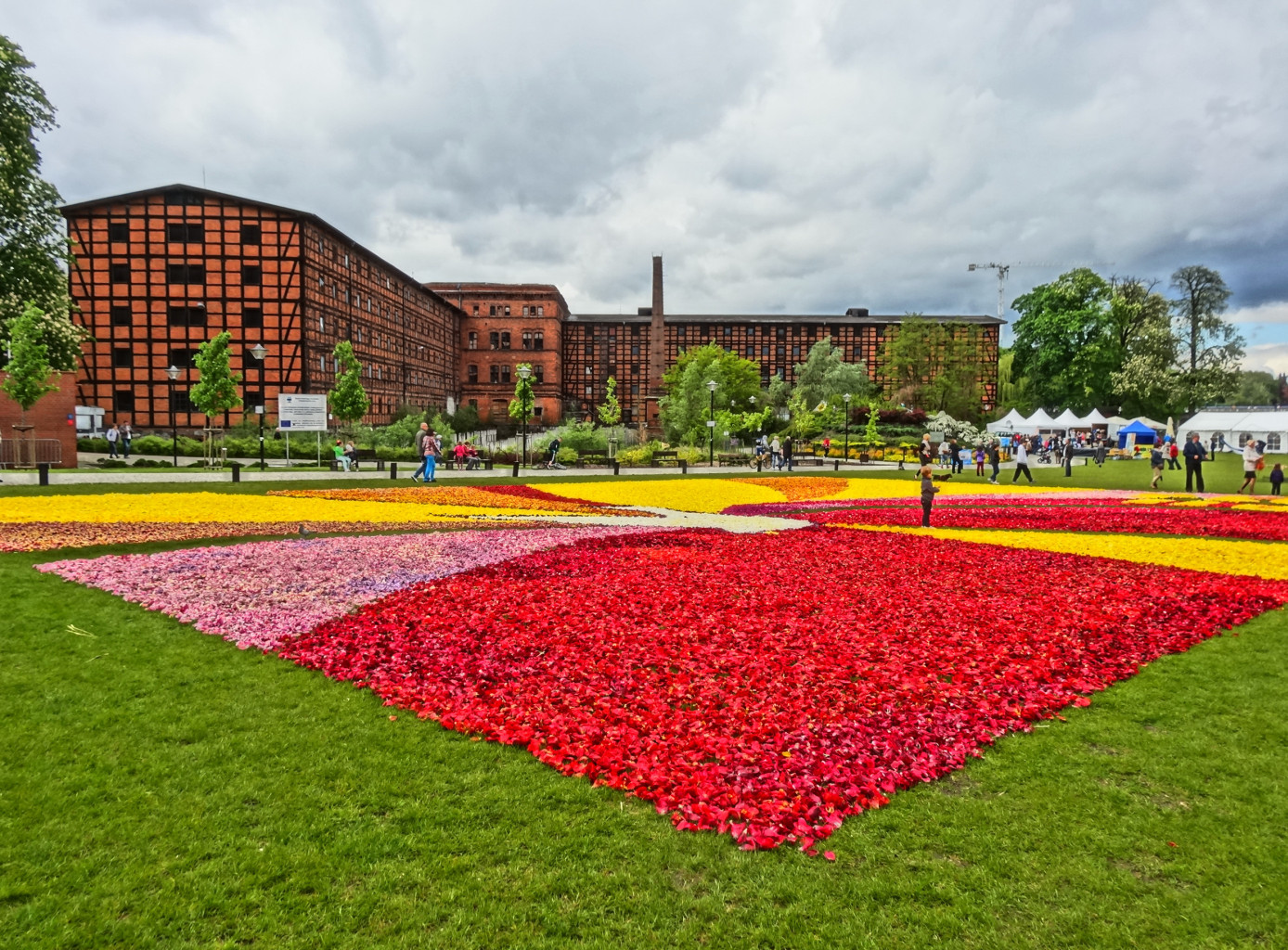
Łąka rekreacyjna na Wyspie Młyńskiej

Po 1989 podjęto odbudowę dawnych zasobów zieleni miejskiej. Szczególny nacisk położono na ekspozycję rzek i kanałów, które wraz z zielenią uznano za wyróżnik miasta w Polsce. W 1993 rozpoczęto program rewitalizacji Bydgoskiego Węzła Wodnego, którego ważnym elementem było kształtowanie zieleni nad ciekami wodnymi. W latach 1992–1995 przeprowadzono rewitalizację parku nad starym Kanałem Bydgoskim wraz z remontem trzech zabytkowych śluz. Od 1998 w ramach programu przywrócenia miastu rzeki Brdy, wybudowano nowe nadrzeczne bulwary na terenie Wyspy Młyńskiej, odrestaurowano park Centralny wokół nowo wzniesionej hali Łuczniczka. Przyspieszenie działań w tym zakresie przypadło na wejście Polski do Unii Europejskiej i związanych z tym możliwości pozyskiwania funduszy pomocowych.
W latach 1997–2010 wybudowano szereg nowych parków osiedlowych i leśnych. Odrestaurowano przy tym szereg zaniedbanych zbiorników wodnych i stawów. Za wzorcowy przykład zagospodarowania wód otwartych na terenie miasta uznaje się m.in. Dolinę Pięciu Stawów, a także Balaton na Bartodziejach.
Największym miejskim parkiem w Bydgoszczy i w Polsce jest Leśny Park Kultury i Wypoczynku. W związku z tym kontynuowano jego rozbudowę i wzbogacanie o nowe obiekty wypoczynku i rekreacji. W latach 90. XX w. ukończono budowę kolejki parkowej oraz Centrum Edukacji Ekologicznej, a następnie powstały m.in. ekologiczne ścieżki dydaktyczne, całoroczne centrum rekreacyjne, obiekty małej architektury, wystawiennicze, hotelowe i gastronomiczno-handlowe.
W Programie Rozwoju Bydgoszczy na lata 2009-2014 ujęto budowę szeregu nowych parków, m.in. na Glinkach, Wilczaku, Fordonie oraz odrestaurowanie obiektów istniejących. Dotyczy to zwłaszcza reaktywacji miejskiego szlaku widokowego, wiodącego wzdłuż parków ulokowanych wzdłuż Zbocza Bydgoskiego.

## Zieleń w Bydgoszczy
Tereny zieleni Bydgoszczy obejmują:
- zieleń urządzoną ogólnodostępną (ok. 1000 ha),
- zieleń nieurządzoną (ochronną i krajobrazową, ok. 2500 ha)[11],
- obszary leśne (ok. 5700 ha),
- tereny zieleni o szczególnych walorach przyrodniczych (35% obszaru miasta – jeden z wyższych wskaźników w Polsce)
- cmentarze.

### Zieleń ogólnodostępna
Według danych GUS, w 2011 r. tereny zieleni ogólnodostępnej w Bydgoszczy stanowiły:
- parki spacerowo-wypoczynkowe: 31 szt. o powierzchni 879,4 ha.
- zieleńce: 85 szt. o powierzchni 71,6 ha
- zieleń uliczna: 287,0 ha
- tereny zieleni osiedlowej: 407,0 ha
- cmentarze: 19 szt., o powierzchni 98,9 ha
- lasy gminne: 157,1 ha

Wydział Gospodarki Komunalnej i Ochrony Środowiska Urzędu Miasta Bydgoszczy utrzymuje w obrębie terytorium Bydgoszczy ponad 1000 ha terenów zieleni, wśród których znajdują się:
- Leśny Park Kultury i Wypoczynku, którego łączna powierzchnia wraz z otuliną wynosi 830 ha; służby miejskie utrzymują 239 ha obszarów zieleni: 161 ha części parkowej gminnej i 78 ha lasów gminnych[13].
- 30 parków i skwerów powyżej 2 ha o łącznej powierzchni 211 ha,
- skwery i zieleńce poniżej 2 ha (92 obiektów) o łącznej powierzchni 59 ha; spełniają one głównie funkcję izolacyjną, wypoczynkową i estetyczną,
- zieleń przyuliczna (179 ulic) – 287 ha,
- lasy gminne – 157 ha,
- cmentarze – 74 ha.

W 2022 wykazywano 42 parki o powierzchni ponad 388 ha i ok. 350 ha zieleni osiedlowej; w sumie tereny zielone zajmowały ok. 800 ha.
Urząd Miasta utrzymuje także zieleń na terenie zespołu pałacowo-parkowego w Ostromecku – 36 ha.
W stałym utrzymaniu przez służby miejskie znajduje się ok. 10% wszystkich terenów zieleni w mieście, co stanowi około 5% powierzchni miasta.

#### Leśny Park Kultury i Wypoczynku
Leśny Park Kultury i Wypoczynku od połowy lat 70. XX wieku jest głównym obszarem wypoczynku i rozrywki dla mieszkańców Bydgoszczy i okolic. Jest to największy obszarowo park miejski w Polsce, zlokalizowany w północnej części miasta w odległości 5 km od centrum. Znajduje się w całości na terenach przyrodniczo chronionych: w Nadwiślańskim Parku Krajobrazowym oraz Obszarze Chronionego Krajobrazu Północnego Pasa Rekreacyjnego Miasta Bydgoszczy. Jest bardzo wartościowy zarówno z punktu widzenia przyrodniczego, jak i krajobrazowego, przyciągając rzesze mieszkańców i przyjezdnych. Jego powierzchnia wynosi 830 ha, w tym 239 ha stanowi zieleń utrzymywana przez służby miejskie.
Duża powierzchnia parku umożliwiła jego podział na kilka stref funkcjonalnych:
- część rekreacyjna – mieści obiekty służące wypoczynkowi mieszkańców: ogród zoologiczny, lunapark, Myślęcińską Kolej Parkową, Całoroczne Centrum Rekreacyjne, park linowy, korty tenisowe, przyrodnicze ścieżki dydaktyczne, polanę „Różopole” przeznaczoną dla imprez masowych, stanowiska dla wędkarzy, obiekty gastronomiczne, tereny spacerowe, place zabaw;
- część wypoczynkowa – zachodnia, zalesiona część parku, gdzie obowiązuje strefa ciszy, a przemieszczanie się umożliwiają leśne alejki;
- część północna – położona w obrębie Zbocza Fordońskiego, posiada dużą wartość fizjonomiczną; mieści naśnieżany stok narciarski z wyciągami orczykowymi, tor saneczkowy i do zjazdów na pontonach, tor rowerowy downhill, Ogród Botaniczny, ośrodek rekreacji konnej, hotel „Pałac”, Centrum Wystawiennicze, Centrum Edukacji Ekologicznej, uroczysko „Zacisze” wraz ze źródliskiem i stawami kaskadowymi oraz bogate gatunkowo lasy porastające formy erozyjne zwane „Dolinkami Myślęcińskimi”, gdzie rosną 100-letnie buczyny i dąbrowy[17].

| Nazwa                           | Powierzchnia [ ha ] | Rok założenia | Uwagi |
| Leśny Park Kultury i Wypoczynku | 830                 | 1973          | największy miejski obszar rozrywkowo-wypoczynkowy |
| Ogród Fauny Polskiej ZOO        | 14                  | 1978          | zamieszkuje go ponad 500 okazów 112 gatunków kręgowców, a wśród nich 62 podlegające całkowitej ochronie, od 2003 r. zorganizowano dział „zwierzęta świata”, gdzie prezentowane są gatunki zwierząt z całego świata, a w 2004 r. „Skrawek świata”, gdzie prezentowane są gatunki zwierząt ze wszystkich kontynentów. |
| Ogród Botaniczny                | 60                  | 1979          | znajduje się w rozczłonkowanej dolince Strugi Myślęcińskiej, w której założono kilkanaście stawów kaskadowych; zawiera 820 gatunków roślin, w tym 460 gatunków roślin dziko rosnących; dysponuje m.in. arboretum ze zbiorowiskami roślin ze wszystkich kontynentów oraz Ogród Roślin Górskich z alpinarium          |
| Ogród Botaniczny IHAR           | 5,5                 | 1951 (1977)   | należy do Instytutu Hodowli i Aklimatyzacji Roślin; gromadzi kolekcje roślinne: traw, roślin użytkowych, energetycznych oraz gatunków dla celów rekultywacji; dysponuje „Narodową kolekcją traw i turzyc”, liczącą 650 gatunków                                                                                     |

#### Parki i skwery Śródmieścia
Stare Miasto i Śródmieście Bydgoszczy otoczone jest pierścieniowym układem zieleni, które tworzą w części południowej i zachodniej nadrzeczne bulwary, we wschodniej i północnej zadrzewione aleje: Ossolińskich i Mickiewicza, zaś w północno-zachodniej zadrzewiony tzw. mały ring Śródmieścia (ul. Mazowiecka – Hetmańska). Ponadto we wschodniej części Śródmieścia znajduje się sieć publicznych parków i skwerów o znaczeniu ogólnomiejskim, połączonych ciągami pieszymi, zadrzewionymi alejami i ścieżkami rowerowymi. Założenie urbanistyczne tego obszaru powstało na początku XX wieku, według koncepcji miasta-ogrodu.
System zieleni w centrum Bydgoszczy dopełnia Zbocze Bydgoskie, pełniące funkcję ciągu spacerowego, z którego rozpościera się widok na Stare Miasto oraz ciąg zieleni położony wzdłuż rzeki Brdy i Młynówki z Wyspą Młyńską, wyspą św. Barbary i parkiem Wyższej Szkoły Gospodarki.
| Nazwa                              | Powierzchnia [ ha ] | Rok założenia | Uwagi |
| Park Kazimierza Wielkiego          | 2,3                 | 1645          | początkowo ogród klarysek, w latach 1835–1901 park regencyjny, następnie park miejski; znajdują się w nim dwa stawy i zrekonstruowana fontanna Potop                                                                                           |
| Ogród Władysława Jagiełły          | 0,5                 | 1844          | w latach 1844–1930 park miejski, w latach 1930–1945 rozarium, w latach 1973–1975 zmniejszony i częściowo zabudowany |
| Park Jana Kochanowskiego           | 3,2                 | 1901          | angielski park krajobrazowy, położony w dzielnicy muzycznej, mieści liczne pomniki, m.in. Łuczniczkę, Henryka Sienkiewicza i galerię wirtuozów                                                                                                 |
| Ogród Botaniczny UKW               | 2,4                 | 1930          | w latach 1930-1979 miejski ogród botaniczny, w latach 1979-1995 park miejski, następnie arboretum należące do Uniwersytetu Kazimierza Wielkiego                                                                                                |
| Park Ludowy                        | 6,4                 | 1953          | założony na miejscu cmentarza Ewangelickiej Gminy Zjednoczonej, posiada amfiteatr, fontannę, place zabaw; mieści się na zapleczu Pałacu Młodzieży i Bazyliki Mniejszej                                                                         |
| Plac Wolności                      | 1,5                 | 1854          | przy ul. Gdańskiej, w otoczeniu kościoła św. Piotra i Pawła; w latach 1893-1920 mieścił pomnik cesarza Wilhelma I, a od 1945 r. Pomnik Wolności                                                                                                |
| Plac Piastowski                    | 0,2                 | 1884          | skwer do 1911 r. zajmujący zachodnią połowę placu Piastowskiego, a następnie otaczający kościół Najświętszego Serca Jezusa |
| Skwer przy ul. Bernardyńskiej      | 1,5                 | 1874          | do 1920 r. zwany placem Seminaryjnym, przed dawnym klasztorem bernardynów i budynkiem Ewangelickiego Seminarium Nauczycielskiego, w latach 1880–1922 mieścił Pruski Pomnik Poległych, a od 1925 r. pomnik Nieznanego Powstańca Wielkopolskiego |
| Plac Kościuszki                    | 0,4                 | 1880          | na rogu ul. Bocianowo i ul. Pomorskiej, mieści modernistyczną rzeźbę |
| Plac Kościeleckich                 | 0,3                 | 1908          | położony przy kościele św. Andrzeja Boboli, mieści aleje 100-letnich kasztanowców |
| Plac Teatralny                     | 0,7                 | 1901          | skwer powstały po wyburzeniu Teatru Miejskiego, mieści 5 pomników przyrody |
| Plac Zbawiciela                    | 0,7                 | 1901          | skwer powstały po budowie kościoła ewangelicko-ausburskego pw. Chrystusa Zbawiciela; na jego terenie znajduje się kopia rzeźby Chrystusa Błogosławiącego Bertela Thorvaldsena                                                                  |
| Plac Weyssenhoffa                  | 0,3                 | 1903          | skwer łączący aleje: Mickiewicza i Ossolińskich, przed gmachem głównym Instytutów Rolniczych – pierwszej wyższej uczelni w Bydgoszczy (1908 r.)                                                                                                |
| Skwer Farny                        | 0,3                 | 1929          | skwer po północnej stronie katedry bydgoskiej, łączący się z jazem farnym i rzeką Brdą |
| Skwer por. Leszka Białego          | 1,2                 | 1910–1925     | położony na obrzeżu Sielanki, mieści tzw. pomnik Tysiąclecia |
| Skwer Mariana Turwida              | 0,4                 | 1911–1925     | centralny plac Sielanki otoczony zabudową willową |
| Zieleń przy ul. Wały Jagiellońskie | 1,0                 | 1910–1975     | mieści pozostałości murów miejskich Bydgoszczy, pomnik Kazimierza Wielkiego oraz (po drugiej stronie ulicy) pozostałości po parku prezydenta Leona Barciszewskiego (0,5 ha), urządzonego w 1925 r.                                             |
| Rynek kwiatowy                     | 0,4                 | 1975          | przy ul. Grodzkiej pomiędzy ul. Bernardyńską, a budynkiem PZU |
| Skwer przy ul. Czartoryskiego      | 0,9                 | 1975          | znajduje się przy ul. Czartoryskiego pomiędzy ul. Focha a Wyspą Młyńską, przylega do bulwaru weneckiego |

#### Parki w obrębie Bydgoskiego Węzła Wodnego
Podstawową osią przestrzenną miasta Bydgoszczy, a w tym zwłaszcza terenów zieleni są cieki Bydgoskiego Węzła Wodnego. Głównym parkiem zachodniej części miasta są planty nad Kanałem Bydgoskim, obejmujące tereny zielone nad kanałem, zarówno starym (zbud. w 1774 r.), jak i nowym (zbud. w 1912 r.) Przez północno-zachodnią, środkową i wschodnią część miasta przepływa rzeka Brda, której miejski odcinek liczy 28 km. Nad rzeką znajdują się liczne tereny zielone, ścieżki spacerowe i rowerowe. Wschodnia część miasta, a zwłaszcza dzielnica Fordon przylega natomiast do rzeki Wisły, gdzie znajdują się kolejne tereny spacerowe. Każdy z cieków wodnych Bydgoskiego Węzła Wodnego posiada odmienny charakter krajobrazowy, co sprawia, że parki są znacznie zróżnicowane, oferując odmienne wrażenia estetyczne i rekreacyjne.
| Nazwa                        | Powierzchnia [ ha ] | Rok założenia | Uwagi |
| Planty nad Kanałem Bydgoskim | 46,6                | 1802          | główne miejskie centrum rozrywkowo-wypoczynkowe do lat 70. XX wieku; otacza zabytek techniki, jakim jest Kanał Bydgoski z systemem śluz; mieści kilkadziesiąt okazów pomników przyrody                                              |
| Planty nad Brdą              | 15,4                | od 1914       | tereny zieleni urządzonej otaczającej rzekę Brdę na długości 5 km, na pozostałych jej odcinkach występuje zieleń nieurządzona, która również jest miejscem wypoczynku i rekreacji                                                   |
| Wyspa Młyńska                | 2,9                 | XIX wiek      | oaza zieleni na terenie Starego Miasta w Bydgoszczy, w całości wpisana do rejestru zabytków, mieści obiekty wystawiennicze Muzeum Okręgowego, bulwary, nabrzeża z punktami widokowymi, kaskadę wodną Międzywodzie, Wenecję Bydgoską |
| Park Centralny               | 6,2                 | 1974          | tereny zieleni sąsiadujące z Brdą; mieszczą liczne aleje spacerowe oraz obiekty sportowe: halę „Łuczniczka”, przystanie wodne, tory łucznicze i korty tenisowe                                                                      |
| Park Dzielnicowy „Wisła”     | 90                  | od 1996       | tereny spacerowe (zieleń ochronna) o długości 9 km położone nad Wisłą, od toru regatowego, poprzez grodzisko Wyszogród, park Milenijny, Stary Fordon po wał przeciwpowodziowy, którego koroną poprowadzono aleję spacerową          |

#### Parki w obrębie zboczy: Bydgoskiego i Fordońskiego
Charakterystyczną rzeźbą terenu miasta oprócz rozczłonkowania ciekami wodnymi jest występowanie systemu teras pradolinnych o eksponowanych zboczach, porozcinanych systemem dolinek erozyjnych.
Do największych pod względem wysokości, rozległości i nachylenia zboczy należą:
- Zbocze Fordońskie (Skarpa Północna) – od Myślęcinka do Fordonu, o wysokości względnej 40–60 m
- Zbocze Bydgoskie (Skarpa Południowa) – od Prądów do Łęgnowa, o wysokości względnej 15–40 m
- Zbocze Kruszyńskie i zbocza Doliny Brdy – w północno-zachodnim rejonie miasta, wysokość względna 30 m
- zbocza doliny Wisły – od toru regatowego do parku Milenijnego, wysokość względna 20 m.

Ze względu na duże walory krajobrazowe zboczy oraz trudności techniczne przy inwestowaniu w rejonie załomów skarp, tereny te są najczęściej zagospodarowane jako zieleń parkowo-krajobrazowa, ochronna oraz przydomowa (ogrody, sady). Zbocza: Bydgoskie i Fordońskie rozciągające się w kierunku wschód-zachód, od zachodnich granic miasta po Wisłę, stanowią potencjalne ciągi spacerowe, z których można obserwować panoramę miasta.Na krawędzi Zbocza Bydgoskiego już w 1890 r. rozpoczęto budowę ciągu spacerowego, który łączył poszczególne parki oddzielone dolinkami erozyjnymi. Do 1920 r. powstała tzw. aleja górska o długości 3 km, od Wilczaka po Wzgórze Wolności, z której można było obserwować panoramę Starego Miasta i Śródmieścia Bydgoszczy. Po II wojnie światowej wraz z budową osiedli mieszkaniowych na Wyżynach i Kapuściskach powstał dalszy ciąg alei w kierunku wschodnim.
Od lat 70. XX w. rozpoczęto również zagospodarowanie Zbocza Fordońskiego, położonego na północnych rubieżach miasta. Spacer wzdłuż jego krawędzi należy do najatrakcyjniejszych krajobrazowo tras w Bydgoszczy i okolicy. W połowie lat 70. XX w. zachodnią część zbocza włączono do Leśnego Parku Kultury i Wypoczynku, a rejon Doliny Śmierci zagospodarowano w formie parku martyrologicznego. W 1993 r. Zbocze Fordońskie włączono do Nadwiślańskiego Parku Krajobrazowego. Oferuje ono szczególnie mieszkańcom Fordonu kilometry tras spacerowych, położonych w bardzo urozmaiconym topograficznie terenie (doliny, wąwozy, parowy, kotliny, źródliska, strumienie, wzgórza z widokiem przełomu Dolnej Wisły). Kulminacjami w jego obrębie są m.in.: Góra Myślęcińska, Zamczysko, Góra Szybowników.
| Nazwa                           | Powierzchnia [ ha ] | Rok założenia | Uwagi |
| Park przy ul. Czerwonego Krzyża | 2,6                 |               | park w obrębie zbocza na osiedlu Wilczak, między ul. Czerwonego Krzyża, Lotników, Stawową |
| Park na Wzgórzu Dąbrowskiego    | 2,9                 | 1832          | na jego terenie mieści się m.in. zabytkowa wieża ciśnień oraz obelisk ku czci gen. Henryka Dąbrowskiego, który 2 października 1774 r. dowodził stąd szturmem Bydgoszczy                               |
| Aleja Górska                    | 2,6                 | 1890          | trasa spacerowa z widokiem na Stare Miasto w Bydgoszczy |
| Park na Wzgórzu Wolności        | 9,9                 | 1913          | park w stylu leśno-górskim; w latach 1913–1928 na jego terenie znajdowała się wieża Bismarcka, a od 1945 Cmentarz Bohaterów Bydgoszczy                                                                |
| Park na Wyżynach                | 4,7                 | 1976          | tereny zielone z alejkami spacerowymi na krawędzi zbocza na osiedlu Wyżyny, między ul. Jar Czynu Społecznego, a ul. Bełzy oraz skwer przy ul. Grzymały- Siedleckiego                                  |
| Park na Kapuściskach            | 5,0                 | od 1980       | tereny spacerowo-wypoczynkowe na krawędzi zalesionego zbocza na osiedlu Kapuściska, między ul. Szarych Szeregów, Przodowników Pracy, Sandomierską i Nowotoruńską                                      |
| Dolina Śmierci                  | 14,0                | 1975          | park martyrologiczny w miejscu egzekucji 1200 Polaków i Żydów w 1939 r.; obejmuje trasy spacerowe, obeliski, groby, pomnik ku czci pomordowanych oraz kompleks Kalwarii Bydgoskiej – Golgoty XX wieku |

#### Parki nad zbiornikami wodnymi
Na terenie Bydgoszczy znajduje się kilkadziesiąt niewielkich zbiorników wodnych, które wkomponowano jako elementy parków spacerowo-wypoczynkowych. Kilkanaście kaskadowo połączonych stawów urządzono w latach 70. XX w. w Leśnym Parku Kultury i Wypoczynku, poprzez piętrzenie niewielkich cieków wodnych spływających z wysoczyzny. W tym samym czasie przekształcono w park otoczenie zbiornika wodnego na Bartodziejach. Natomiast w latach 2001-2007 dokonano rekultywacji 12 stawów na terenie miasta, które stały się atrakcjami nowo utworzonych parków. W 2008 r. na terenie Bydgoszczy istnieje 38 stawów współtworzących przestrzeń rekreacyjną miasta.
| Nazwa                      | Powierzchnia [ ha ] | Rok założenia | Uwagi |
| Balaton                    | 5,1                 | 1975          | na osiedlu Bartodzieje, obejmuje zbiornik poeksploatacyjny o powierzchni 2 ha, wraz z otoczeniem; mieści m.in. szkółkę żeglarską klasy optimist                                                                       |
| Park księżycowy            | 2,0                 | 1997          | na osiedlu Jary |
| Park Milenijny             | 15,0                | 2000          | na osiedlu Stary Fordon, w pobliżu Wisły |
| Dolina Pięciu Stawów       | 5,0                 | 2001          | park obejmujący pięć połączonych kaskadowo stawów, w miejscu pierwszego ujęcia wody dla miasta z XVI wieku |
| Park Osowa Góra            | 8,0                 | 2001          | na osiedlu Osowa Góra, obejmuje pięć zrekultywowanych stawów |
| Park Akademicki w Fordonie | 10,0                |               | obejmuje dwa stawy poeksploatacyjne o łącznej powierzchni 6 ha, planowane jest uporządkowanie terenu i urządzenie podwodnych ścieżek dydaktycznych do nurkowania. 13 września 2017 ustanowiono tu użytek ekologiczny. |

#### Parki leśne
Jedną z cech miasta Bydgoszczy jest położenie miasta na wielkiej leśnej polanie, otoczonej od południa Puszczą Bydgoską, od północy kompleksem lasów łączących się z Borami Tucholskimi, a od wschodu łęgami Doliny Fordońskiej. Z wyjątkiem centrum miasta oraz Szwederowa i Górzyskowa, graniczących z lotniskiem, z pozostałych osiedli bydgoskich można się dostać do lasu pieszo w ciągu kilkunastu minut. Wiele zagajników zaadaptowano na parki leśne poczynając od lat 60. XX w.
| Nazwa                           | Powierzchnia [ ha ] | Rok założenia | Uwagi |
| Park leśny na osiedlu Awaryjnym | 1,3                 | 1960          | na pograniczu osiedli Kapuściska i Łęgnowo, między ul.: Świetlicową, Spółdzielczą i Nowotoruńską, mieści m.in. nieczynny basen otwarty                                                                                       |
| Park Bydgoskiego Harcerstwa     | 16,9                | 1965          | na osiedlu Leśnym, w części zachodniej park bylinowy, we wschodniej zagospodarowany teren leśny, z alejkami, ławkami i placami zabaw                                                                                         |
| Park leśny na Kapuściskach      | 5,2                 | 1975          | na osiedlu Kapuściska, między ul. Szpitalną, Zdrowotną i Hubala-Dobrzańskiego, przed Szpitalem Miejskim; mieści ścieżki spacerowe wśród 60-letniego boru sosnowego oraz tor saneczkowy na sztucznym wzgórzu o wysokości 15 m |
| Park leśny na Piaskach          | 2,9                 | 1995          | na osiedlu Piaski, między ul. Drzycimską i Smukalską |
| Park leśny w Smukale            | 2,0                 | 2001          | na osiedlu Smukała, las mieszany nad Zalewem Smukalskim, plaża, nasadzenia, ławki |
| Park leśny na Siernieczku       | 5,4                 | 2002          | na osiedlu Siernieczek, wyposażony w nasadzenia, ławki, ścieżki spacerowe wśród 40 i 60-letniego boru sosnowego |
| Park leśny na Błoniu            | 5,9                 | 2003          | na osiedlu Błonie, między ul. ks. Schulza a nasypem kolejowym, zagospodarowany teren leśny wyposażony w ścieżki spacerowe, nasadzenia, ławki, place zabaw                                                                    |
| Park UTP                        | 10,5                |               | teren leśny otaczający od południa kampus Uniwersytetu Technologiczno-Przyrodniczego w dzielnicy Fordon |
| Parki leśne w Fordonie          | 26,0                |               | trzy zaadaptowane zagajniki leśne w dzielnicy Fordon, na osiedlu Bajka (korty tenisowe), Sielskie (otoczenie kompleksu sportowego „Wisła”), Przylesie                                                                        |
| Park leśny na Glinkach          | 8,0                 |               | na osiedlu Glinki, między ul. Gniewkowską i ul. Cmentarną, las liściasty o dużej bioróżnorodności wraz z niewielkimi stawami                                                                                                 |
| Park przy ul. Twardzickiego     | 18,0                |               | wzdłuż ul. Twardzickiego w dzielnicy Fordon, teren przyskarpowy o długości 1,6 km, od pomnika Ikara do ul. Piechockiego |
| Park leśny przy RCO             |                     |               | położony w granicach ul. I. Romanowskiej, Marii Teresy z Kalkuty i Akademickiej w sąsiedztwie Centrum Onkologii i domu Sue Ryder na osiedlu Akademickim; prace budowlane po 2013 r.                                          |

#### Inne tereny zieleni urządzonej
| Nazwa                          | Powierzchnia [ ha ] | Rok założenia | Uwagi |
| Skwer im. 16 Pułku Ułanów Wlkp | 3,3                 | 1960          | na osiedlu Błonie, między ul. Broniewskiego, a Pułku Ułanów, mieści aleje spacerowe i pomnik, a niegdyś fontannę |
| Skwer im. Dunarowskiego        | 2,5                 | 1965          | na osiedlu Błonie, przy ul. Broniewskiego za targowiskiem |
| Skwer Honorowych Dawców Krwi   | 0,4                 |               | na osiedlu Wilczak, przy ul. Czerwonego Krzyża i Lotników |
| Skwer na Szwederowie           | 0,2                 | 1928          | na osiedlu Szwederowo, skwer tarasowy na klinowym terenie, między ul. Orlą i Ignacego Skorupki, przed dawną łaźnią miejską, mieści krzyż z pasyjką autorstwa art. rzeźb. Teodora Gajewskiego ustawiony w 1935 r., zniszczony przez hitlerowców w 1939 r. i odbudowany w 1993 r. |
| Skwery na Szwederowie-Południe | 2,2                 | 1980          | na osiedlu Szwederowo, między ul. Leszczyńskiego, Halicką i Ustrzycką oraz przy ul. Brzozowej |
| Skwery na Szwederowie-Południe | 2,1                 |               | na osiedlu Szwederowo, u zbiegu ul. Orzeszkowej i Zapolskiej, w pobliżu basenu krytego „Bryza” |
| Skwery na Wyżynach             | 2,6                 | 1975          | na osiedlu Wyżyny, między ul. Wojska Polskiego, Magnuszewską, Modrakową i Bohaterów Kragujewca, tzw. plac cyrkowy |
| Skwer Inwalidów Wojennych      | 1,2                 | 1975          | na osiedlu Leśnym, między ul. Czerkaską, Gdańską i 11 Listopada; mieści obelisk ku czci powstańców warszawskich |
| Aleja 11 Listopada 1918        | 2,1                 | 1955          | na osiedlu Leśnym, zieleń wzdłuż alei 11 Listopada i przy ul. Gdańskiej od ul. 11 Listopada do ul. Modrzewiowej |
| Skwer im. Andrzeja Brończyka   | 2,8                 | 2007          | na osiedlu Leśnym, przy dworcu Bydgoszcz Leśna (ul. Modrzewiowa), mieści obelisk z tablicą pamiątkową ku czci piłkarza Andrzeja Brończyka |
| Skwer na osiedlu Leśnym        | 1,1                 | 1955          | na osiedlu Leśnym, na narożniku ul.Dwernickiego i Sułkowskiego |
| Skwer im. Ludwika Zamenhofa    | 0,4                 | 1965          | na osiedlu Skrzetusko, między ul. Pestalozziego, Zamenhofa, Wyszyńskiego |
| Plac Chełmiński                | 1,1                 | 1905          | na osiedlu Okole, do 1945 r. zwany placem Conrada Petersona, drzewostan stanowią kasztanowce, lipy, klony, jawory i dęby |
| Kozi Rynek                     | 0,4                 |               | na osiedlu Okole, przy ul. Śląskiej 24 |
| Skwer na Czyżkówku             | 3,6                 |               | na osiedlu Czyżkówko, między ul. Siedlecką, a ul. Głuchą wraz z terenem przy oczku wodnym |
| Skwer na Miedzyniu             | 0,4                 |               | na osiedlu Miedzyń, między ul. Widok, Gromadzką, Trentowskiego |
| Skwer w Starym Fordonie        | 1,3                 | 1965          | na osiedlu Stary Fordon, między ul. Pielęgniarską, a Kryształową |

### Tereny zieleni o znaczeniu ogólnomiejskim

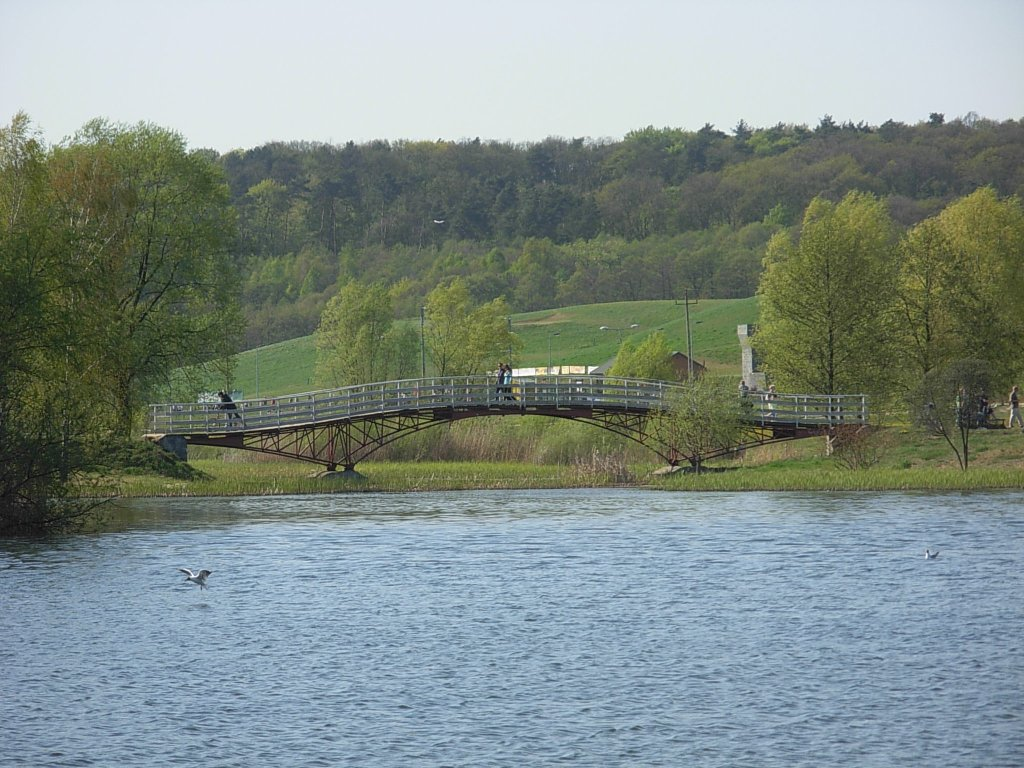
Park w Myślęcinku

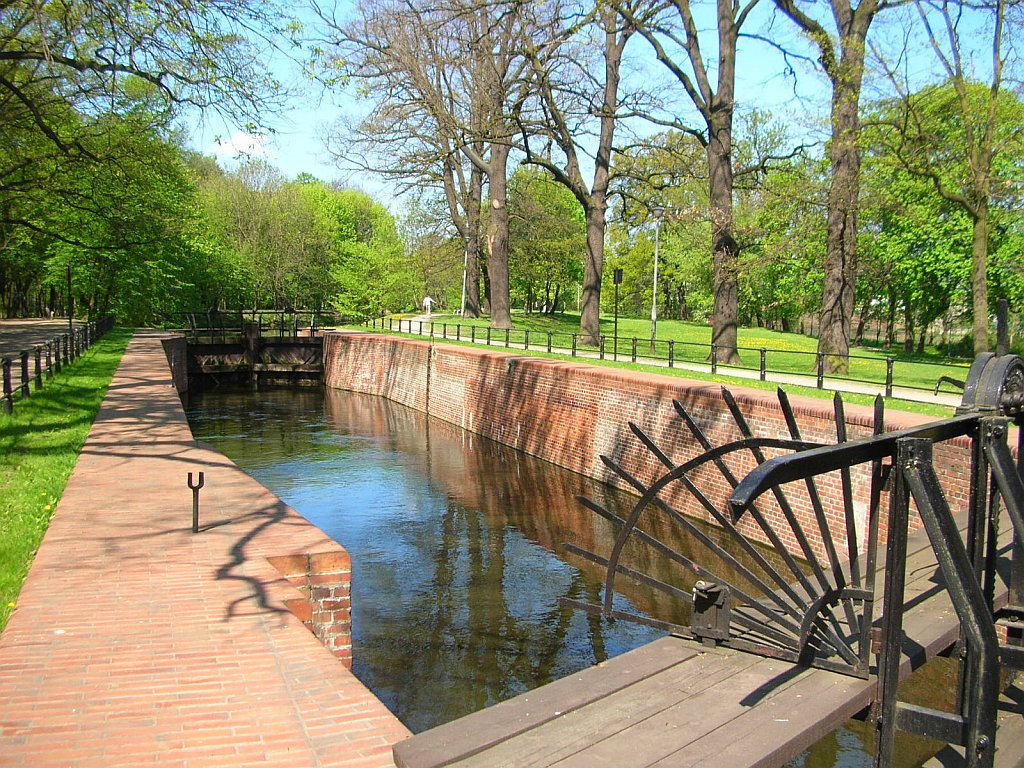
Planty nad Kanałem Bydgoskim

W pracy Tereny wypoczynku i rekreacji w Bydgoszczy. Diagnoza stanu istniejącego i kierunki rozwoju. Miejska Pracownia Urbanistyczna. Bydgoszcz 2012 podano najważniejsze tereny parkowo-rekreacyjne w Bydgoszczy, posiadające znaczenie ogólnomiejskie, bądź ponadlokalne. Niektóre z nich stanowią potencjalne obszary rozwoju usług wypoczynkowo-rekreacyjnych i sportowych, inne są już w dużym stopniu zagospodarowane. Są to:
1. Leśny Park Kultury i Wypoczynku – centrum wypoczynku i rozrywki aglomeracji bydgoskiej; mieści najbogatszą w regionie ofertę urządzeń służących aktywnemu wypoczynkowi, mieści punkty widokowe (Góra Myślęcińska), akcenty przyrodnicze (Dolinki Myślęcińskie, Jezioro Myślęcińskie); z uwagi na rozmiary terenu (największy park w Polsce) jest tam miejsce na inicjatywy różnorodnych stowarzyszeń turystycznych i hobbystycznych (festyny, rekonstrukcje, pokazy, targi, koncerty itp.)
2. Nadrzeczny obszar śródmiejski – śródmiejski odcinek Brdy między mostem kolejowym, a mostem Kazimierza Wielkiego; jest to reprezentacyjna część nadwodna miasta odznaczająca się oryginalnym waterfrontem, brzegiem wiodą bulwary z przystankami Tramwaju Wodnego, wzdłuż rzeki zlokalizowane jest dziedzictwo kulturowe miasta, jest to również miejsce koncentracji obiektów sportowych oraz przystani kajakarsko-wioślarskich.
3. Obszar nadrzeczny w Fordonie – otoczenie toru regatowego w Brdyujściu, nabrzeże Wisły i grodzisko Wyszogród w Fordonie; obszar umożliwia stworzenie strefy rekreacji nawodnej na torze regatowym, bulwaru nadwiślańskiego oraz wyeksponowania średniowiecznej warowni Wyszogród jako lokalnej atrakcji historyczno-krajobrazowej (panorama Wisły).
4. Planty nad Kanałem Bydgoskim – park kulturowy, rekreacyjny i rozrywkowy w otoczeniu zabytkowych urządzeń hydrotechnicznych, starodrzewu i cennych siedlisk przyrodniczych.
5. Zbocze Fordońskie – obszar o powierzchni ok. 287 ha między dolnym a górnym tarasem Fordonu, cenny przyrodniczo i krajobrazowo, chroniony w parku krajobrazowym, mieści punkty widokowe (Góra Szybowników, ścieżka na krawędzi zbocza), obiekty martyrologiczne (Dolina Śmierci, Golgota XX wieku), akcenty przyrodnicze (dąb Napoleona, Dolinki Fordońskie, źródliska), teren predysponowany do budowy obiektów aktywnego wypoczynku oraz tras spacerowych.
6. Park Akademicki w Fordonie – teren o powierzchni ok. 60 ha między campusem Uniwersytetu Technologiczno-Przyrodniczego, a ul. Rejewskiego i Akademicką w otoczeniu dwóch zbiorników wodnych o powierzchni 5 ha (dawnych wyrobisk gliny) i zagajników leśnych; planowany duży park sportowo-rekreacyjny dla mieszkańców Fordonu i studentów UTP. W roku 2015 miasto nabyło w tym celu od Skarbu Państwa prawo własności do obszaru między ul. Rejewskiego i Traktorzystów, przekazując w zamian budynek dawnego gimnazjum przy ul. Baczyńskiego na siedzibę Zarządu Dorzecza Wisły[24].
7. Park u zbiegu Brdy i Kanału Bydgoskiego – teren na Okolu zawarty między ulicami Żeglarską, Nadrzeczną i Ludwikowo o powierzchni ok. 47 ha, predysponowany dla urządzeń aktywnej rekreacji wraz z przystanią wodną.
8. Nabrzeże Brdy na Czyżkówku – obszar o powierzchni ok. 3 ha położony w zakolu Brdy przy ulicy Byszewskiej 46-60, predysponowany do budowy otwartego, przepływowego, kilkuhektarowego kąpieliska miejskiego zasilanego wodami Brdy (II klasa czystości) oraz plaży z niezbędnym zapleczem gospodarczym, socjalnym i infrastrukturalnym.

Uzupełnieniem tych obszarów są zielone ciągi piesze i rowerowe, łączące poszczególne parki ogólnomiejskie i dzielnicowe. Do najważniejszych ciągów należą bulwary wzdłuż Kanału Bydgoskiego, Brdy oraz planowane w przyszłości bulwary nad Wisłą, ścieżka spacerowo-widokowa na Skarpie Południowej (od Wzgórza Dąbrowskiego do Wzgórza Wolności, poprowadzona kładkami nad ulicą Kujawską i Trasą Uniwersytecką) oraz ciągi wzdłuż głównych tras drogowych.

#### Zieleń przyuliczna

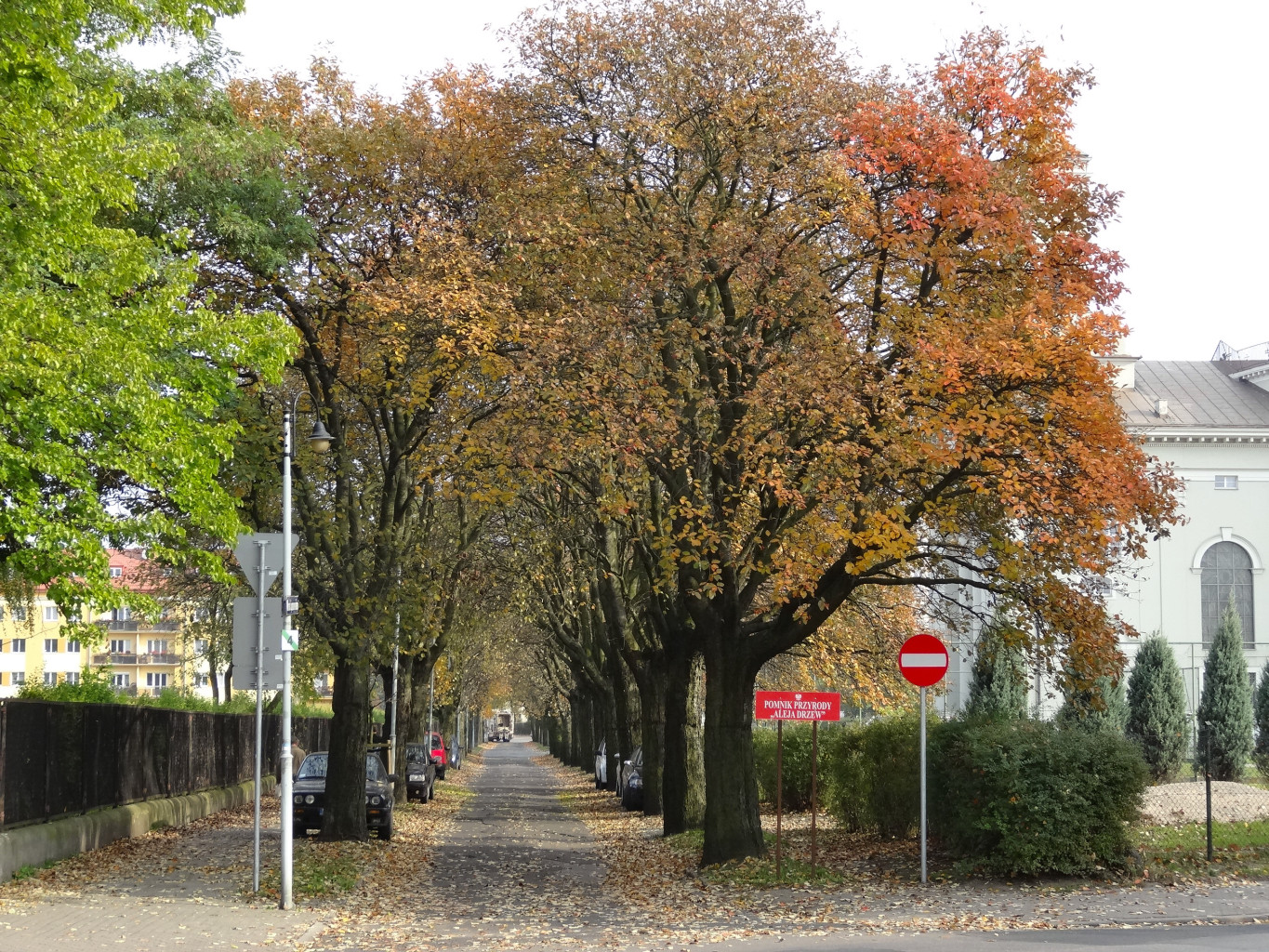
Aleja jarzębów szwedzkich przy ul. Szymanowskiego - pomnik przyrody

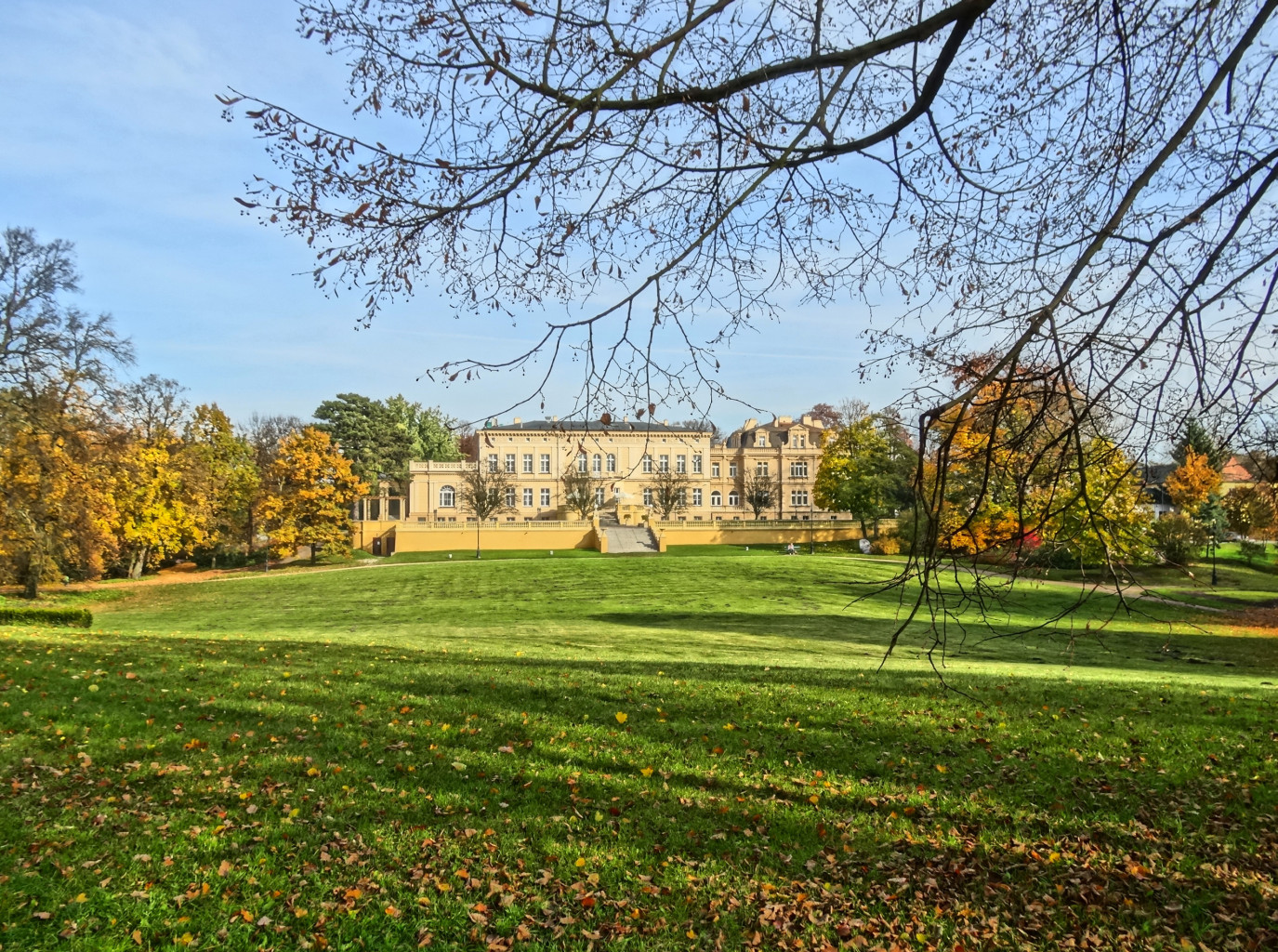
Park w Ostromecku

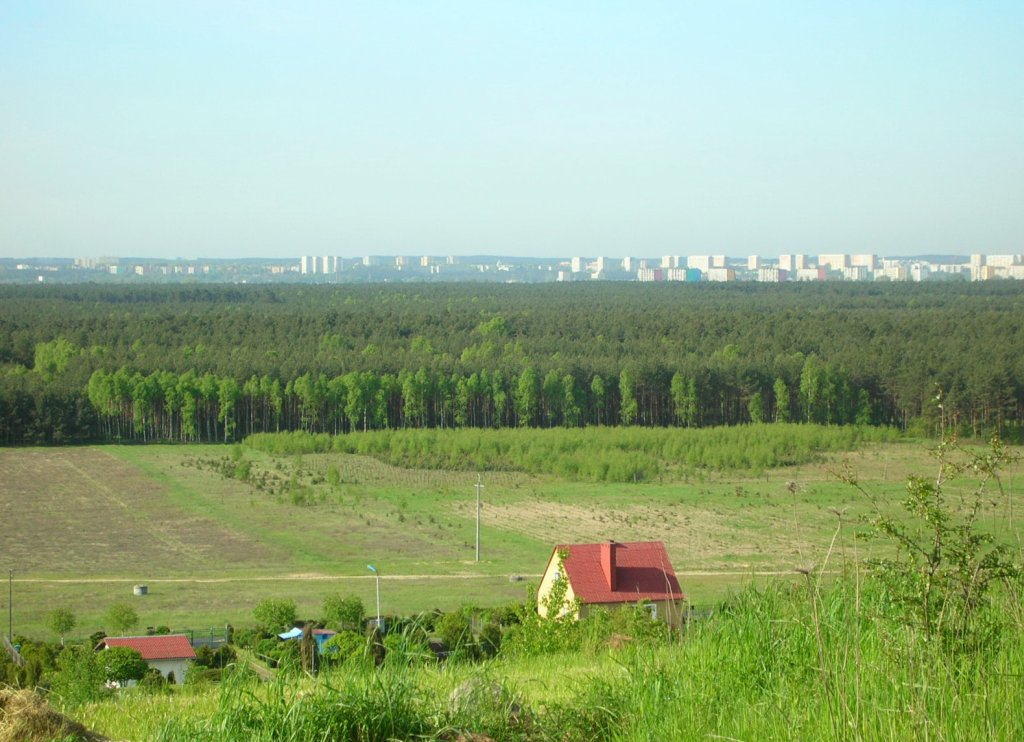
Las Gdański

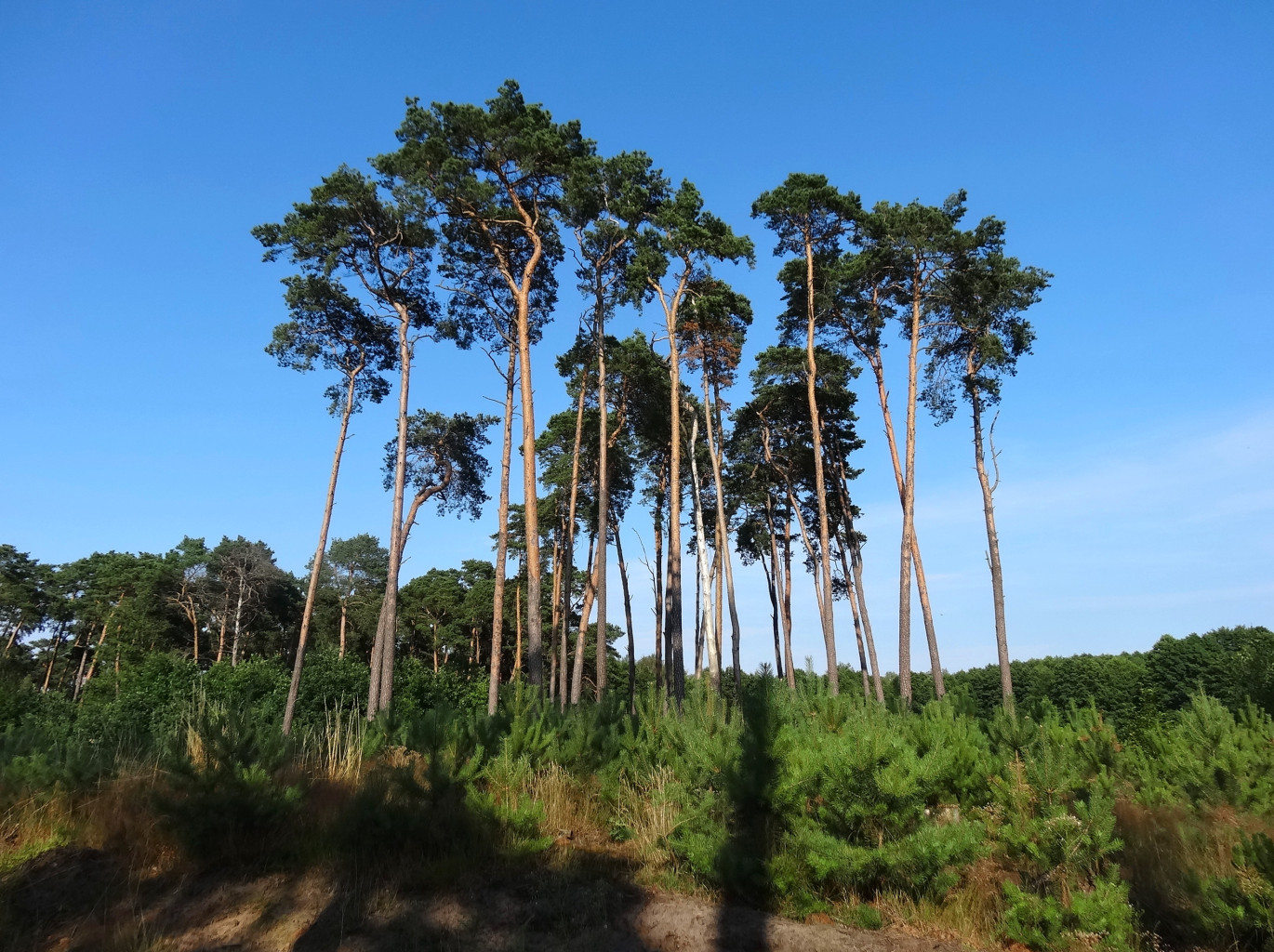
Puszcza Bydgoska

Zieleń przyuliczna w Bydgoszczy to większości aleje drzew towarzyszące traktom komunikacyjnym. Pierwsze nasadzenia drzew wzdłuż ulic przeprowadziło w latach 30. XIX wieku pionierskie w skali kraju Towarzystwo Upiększania Miasta. W latach 1832–1836 zadrzewiono 25 ulic, m.in. ulicę Poznańską rzędami lip i topoli, ul. Focha klonami, ul. Jagiellońską klonami i kasztanowcem. W 1838 r. Nowy Rynek obsadzono lipami, a w 1860 r. plac Kościeleckich – kasztanowcami. Tym samym gatunkiem obsadzono w 1890 r. ulicę Tamka wiodąca na Wyspę Młyńską. W 1868 r. posadzono klony pospolite wzdłuż ul. Gdańskiej. W 2012 r. do najważniejszych i najstarszych alei należały:
- jarzęby szwedzkie przy ul. Szymanowskiego (pomnik przyrody), ul. Kozietulskiego, ul. Karpackiej
- brzozy brodawkowate przy ul. Inwalidów
- dęby czerwone przy al. Ossolińskich i ul. Lelewela,
- dęby szypułkowe przy ul. Seminaryjnej i ul. Stromej
- platany przy ul ks. Markwarta i ul. Powstańców Wielkopolskich,
- lipy drobnolistne przy ul. Płockiej,
- kasztanowce zwyczajne przy ul. Bielickiej, ul. Chodkiewicza, ul. Słowackiego
- kasztanowce białe przy ul. Kraszewskiego, ul. Pestalozziego, ul. Chodkiewicza (od Gdańskiej do Ogińskiego) i ul. Mennica na Wyspie Młyńskiej,
- leszczyny tureckie przy ul. Kopernika i ul. Lelewela (od Chodkiewicza do Kamiennej),
- klony pospolite przy ul. Gdańskiej (od Artyleryjskiej do Powstańców Warszawy) i ul. Niemcewicza,
- wiązy przy ul. Szajnochy

Spotyka się także aleje mieszane z kilkoma gatunkami drzew, np.:
- ul. Mierosławskiego – aleja jarzębów szwedzkich i jarzębów mącznych,
- ul. Grunwaldzka – aleja jaworów, lip i kasztanowca białego,
- ul. Tamka – aleja lip i kasztanowców.

#### Park w Ostromecku
Duży park utrzymywany przez Wydział Gospodarki Komunalnej i Ochrony Środowiska Urzędu Miasta Bydgoszczy znajduje się w Ostromecku, 2 km na wschód od granic miasta. Park ten wraz z dwoma pałacami z XVIII i XIX wieku, zwany jest potocznie „bydgoskim Wilanowem”. Mimo położenia poza granicą administracyjną, jest własnością miasta Bydgoszczy i elementem zaplecza rekreacyjno-wypoczynkowego dla jego mieszkańców. Park jest wpisany w całości (wraz z pałacami) do rejestru zabytków i zawiera 28 drzew będących pomnikami przyrody oraz dalsze 52, które już osiągnęły rozmiary drzew pomnikowych. Położony jest we wschodniej strefie zboczowej Doliny Dolnej Wisły.

### Cmentarze
W 2008 roku na terenie miasta znajdowało się 19 cmentarzy o powierzchni 98,9 ha. 13 cmentarzy wyznaniowych zajmowało obszar 65 ha, 5 komunalnych 31 ha, a Cmentarz Bohaterów Bydgoszczy – 2,5 ha. Największą nekropolią w Bydgoszczy jest cmentarz komunalny przy ul. Wiślanej (24 ha), wkomponowany w teren leśny.
Zieleń na terenie cmentarzy, utrzymywana przez służby miejskie posiada powierzchnię 74 ha.

### Zieleń ochronna
Większość zieleni, która nie jest utrzymywana przez służby miejskie, pełni funkcje krajobrazowe i ochronne. Jej główną funkcją jest filtrowanie zanieczyszczeń emitowanych przez przemysł i motoryzację, a także wzbogacanie krajobrazu i kształtowanie korzystnego mikroklimatu. W Bydgoszczy zieleń ochronna stanowi otuliny cieków wodnych (Kanału Bydgoskiego, Brdy, Wisły), towarzyszy terenom o dużym spadku (zbocza dolin i pradolin) oraz występuje na terenach rekreacyjnych, nie zagospodarowanych jeszcze przez zieleń miejską. Jej łączna powierzchnia wynosi 2471 ha, co stanowi 14% powierzchni miasta.

## Lasy
Bydgoszcz jest jednym z niewielu dużych miast w Polsce, które jest ze wszystkich stron otoczone lasami. Zbigniew Raszewski napisał o Bydgoszczy, że jest „przepięknie położona, jak święconka na dnie koszyka, między zalesionymi pasmami wysokich wzgórz”.
W 2008 r. powierzchnia lasów w mieście wynosiła 5680 ha, tj. 32% jego powierzchni. 4670 ha jest zaliczonych do lasów ochronnych, zaś lasy należące do gminy miały powierzchnię 157 ha. Lasy komunalne łączą się z dwoma dużymi kompleksami: Puszczą Bydgoską od południa i Borami Tucholskimi od północy. Kompleksy w północnej części miasta należą do Obszaru Chronionego Krajobrazu Północnego Pasa Rekreacyjnego Bydgoszczy, w północno-zachodniej do Obszaru Chronionego Krajobrazu Zalewu Koronowskiego, zaś krańce południowe do Obszaru Chronionego Krajobrazu Wydm Kotliny Toruńsko-Bydgoskiej.
Lasy własności Skarbu Państwa w granicach miasta są zarządzane przez dwa nadleśnictwa, będące w strukturze administracyjnej Regionalnej Dyrekcji Lasów Państwowych w Toruniu.
| Nazwa                                       | Rejon                                                                                             | Przeciętny wiek drzewostanów [ lat ] | Typy siedliskowe                                                                       | Skład gatunkowy                                                                                         |
| Las Skarbu Państwa – Nadleśnictwo Bydgoszcz | południowa część miasta (Puszcza Bydgoska)                                                        | 74                                   | bór świeży (69%), bór mieszany świeży (19%)                                            | sosna (98%), brzoza (1%) oraz dąb, olcha                                                                |
| Las Skarbu Państwa – Nadleśnictwo Żołędowo  | północne i zachodnie obrzeża miasta (dzielnica Fordon, Osiedle Leśne, Jachcice i Osowa Góra)      | 62                                   | bór mieszany świeży (64%), las świeży (22%), bór świeży (14%)                          | sosna (93%), dąb (3,7%), brzoza (2,3%) i pozostałe: olcha, buk, modrzew, klon, klon jawor, grab, akacja |
| Lasy gminne i prywatne                      | na obrzeżach miasta, w części północno-wschodniej i północno-zachodniej, na północ od rzeki Brdy. | 43                                   | bór świeży (53%), las łęgowy (10%), las mieszany świeży (8%), bór mieszany świeży (6%) | sosna (68%), dąb i jesion (13%), olcha (12%)                                                            |

Lasy otaczające Bydgoszcz są dość zróżnicowane, z uwagi na położenie miasta w obrębie sześciu mezoregionów oraz czterech makroregionów: Pradoliny Toruńsko-Eberswaldzkiej (315.3), Pojezierzy Południwopomorskich (314.6), Doliny Dolnej Wisły (314.3) i Pojezierza Chełmińsko-Dobrzyńskiego. Generalnie bogatsze gatunkowo i siedliskowo są lasy w północnej części miasta, zaś w Dolinie Brdy i Dolinie Dolnej Wisły występują lasy łęgowe. Wnętrze bydgoskiego zakola Wisły mieści największy kompleks lasu łęgowego w rejonie dolnej Wisły.
Lasy liściaste: świetliste dąbrowy, buczyny, grądy znajdują się głównie na zboczach: Fordońskim, Bydgoskim, a także w Lesie Gdańskim (Brdyujście i Zamczysko) oraz w Smukale i Osowej Górze. Na pozostałych obszarach dominują bory sosnowe i sosnowo-dębowe, zaś w niektórych miejscach bory suche. W obrębie miasta można znaleźć miejsca podobne do Pustyni Błędowskiej (np na Jachcicach), jak i bardzo wilgotne (łęgi w Brdyujściu, rezerwaty łęgowe na prawym brzegu Wisły).
Poszczególne fragmenty lasów miejskich łączące się z większymi kompleksami, posiadają zwyczajowe nazwy i stanowią zaplecze rekreacyjno-wypoczynkowe dla mieszkańców miasta.
| Nazwa                           | Nadleśnictwo | Uwagi |
| Las Gdański                     | Żołędowo     | największy miejski kompleks leśny, położony w północnej części miasta, między Leśnym Parkiem Kultury i Wypoczynku, a Fordonem i Brdyujściem, miejscami bogaty gatunkowo; mieści m.in. miejsca pamięci narodowej, zabytkowy kompleks wodociągów miejskich, szlak rowerowy Fordon-Myślęcinek i liczne znakowane szlaki piesze |
| Las Jachcicki                   | Żołędowo     | zaplecze rekreacyjne dla mieszkańców Jachcic, suchy bór sosnowy porastający dawny poligon z czasów pruskich |
| Las Rynkowski                   | Żołędowo     | zaplecze rekreacyjne dla mieszkańców osiedli: Piaski, Opławiec i Smukała, zróżnicowany gatunkowo; w okresie międzywojennym popularne miejsce wypoczynku świątecznego |
| Las Koronowski                  | Żołędowo     | zaplecze spacerowe dla mieszkańców osiedli Osowa Góra, Flisy, Czyżkówko, Opławiec i Smukała, zróżnicowany gatunkowo, mieści obiekty powojskowe z czasów II wojny światowej, obiekty sztucznej infiltracji stacji wodociągowej „Czyżkówko”, a także kompleks rekreacyjny „Janowo”, gdzie znajduje się stanica wodna PTTK, ośrodek wypoczynkowy i kompleks ogrodów działkowych                                                                         |
| Las Jastrzębie (jarużyński)     | Żołędowo     | kompleks leśny przylegający do tzw. górnego tarasu Fordonu; w części leżącej nad 50-metrowym zboczem Doliny Wisły złożony jest z dębów, buków, grabów, jesionów, a w wąwozach płyną strumienie uchodzące do Wisły |
| Las Szubiński (miedzyński)      | Bydgoszcz    | zaplecze spacerowe dla mieszkańców osiedli Błonie, Miedzyń i Prądy; mieści przyrodniczą ścieżkę dydaktyczną na granicy z gminą Białe Błota oraz dolinę Strugi Młyńskiej |
| Las Kujawski (Puszcza Bydgoska) | Bydgoszcz    | graniczy z portem lotniczym i osiedlami południowej części Bydgoszczy, m.in. Wzgórzem Wolności, Glinki, Wyżyny, Kapuściska, Czersko Polskie, Łęgnowo; atrakcją lasu jest położenie w systemie wydm śródlądowych, co generuje krajobraz o znacznych deniwelacjach terenu; a także obiekty powojskowe z czasów II wojny światowej; w południowo-wschodniej części, odległej od osiedli mieszkaniowych, mieści Bydgoski Park Przemysłowo-Technologiczny |
| Las Ostromecki                  | Toruń        | kompleks leśny graniczący od wschodu z bydgoskim zakolem Wisły, bogaty gatunkowo, siedliskowo i krajobrazowo, mieści rezerwaty przyrody, m.in. Wielka Kępa, Las Mariański, Mała Kępa, Reptowo, Linje oraz ok. 90 okazów pomników przyrody; jest zapleczem rekreacyjnym dla mieszkańców dzielnicy Fordon, a nawet całej Bydgoszczy ze względu na walory krajobrazowe                                                                                  |

## Tereny o szczególnych walorach przyrodniczych
Administracyjne granice Bydgoszczy obejmują fragmenty jednego parku krajobrazowego i trzech obszarów chronionego krajobrazu. Inną forma ochrony przyrody jest założony w Bydgoszczy użytek ekologiczny. Na terenie miasta znajduje się także 95 pomników przyrody.
Równie ważne miejsce w postrzeganiu Bydgoszczy jako miasta zieleni jest bogactwo wód, zarówno cieków naturalnych (rzeki, strugi, zbiorniki wodne), jak i sztucznych (kanały, zbiorniki), tworzących unikalny walor miasta wkomponowany w jedną całość z otaczającą zielenią.
Powierzchnia obszarów chronionych w Bydgoszczy wynosi 6 089,5 ha, co stanowi 34,9% ogólnej powierzchni miasta.